# Neotuberitina
Neotuberitina es un género de foraminífero bentónico considerado un sinónimo posterior de Diplosphaerina de la subfamilia Archaesphaerinae, de la familia Archaesphaeridae, de la superfamilia Parathuramminoidea, del suborden Fusulinina y del orden Fusulinida. Su especie tipo era Tuberitina maljawkini. Su rango cronoestratigráfico abarcaba el Viseense (Carbonífero inferior).

## Discusión
Clasificaciones más recientes incluirían Neotuberitina en la superfamilia Caligelloidea, del suborden Earlandiina, del orden Earlandiida, de la subclase Afusulinana y de la clase Fusulinata.

## Clasificación
Neotuberitina incluía a las siguientes especies:
- Neotuberitina alaica †
- Neotuberitina maljawkini †
- Neotuberitina reitlingerae †